# 345 Tercidina
345 Tercidina (mednarodno ime je tudi  345 Tercidina) je asteroid tipa C (po Tholenu) v glavnem asteroidnem pasu. 

## Odkritje
Asteroid je odkril francoski astronom Auguste Charlois (1864–1910) 23. novembra 1892 v Nici.. 
Izvor imena ni znan.

## Lastnosti
Asteroid Tercidina obkroži Sonce v 3,55 letih. Njegova tirnica ima izsrednost 0,062, nagnjena pa je za 9,751° proti ekliptiki. Njegove mere  so 126x94x90km, okoli svoje osi se zavrti v 12,371 h .
Opazovanje med okultacijo leta 2002 je omogočilo določitev 75 tetiv telesa asteroida. To je dalo kot rezultat obliko elipsoida z merami 111×90 km . Opazovanje med okultacijo leta 2005 je omogočilo določiti pet tetiv. To pa je dalo za mere asteroida 126 × 111 km . Ta rezultat je verjetno posledica drugačne orientacije asteroida med gibanjem pred zvezdo.